# 普萊森特倫鎮區 (印地安納州勞倫斯縣)
普萊森特倫鎮區（英語：Pleasant Run Township）是位於美國印地安納州勞倫斯縣的一個行政鎮區。

## 地方資料
根據2010年美國人口普查的數據，普萊森特倫鎮區的面積為167.80平方千米，當中陸地面積為167.80平方千米，而水域面積為0.00平方千米。當地共有人口1883人，而人口密度為每平方千米11.22人。